# Вознесенская церковь (Киев)
Вознесенская церковь (укр. Вознесенська церква) — православный храм в Киеве на территории Байкова кладбища, построен в 1884—1889 годах.

## История
Ещё с 1841 года на кладбище была церковь святого Димитрия Ростовского, которая была не только кладбищенские, но и приходской. Со временем храм перестал вмещать всех верующих, и архитектором Владимиром Николаевым был разработан проект новой церкви в неовизантийском стиле. На строительство храма были направлены средства, собранный кладбищем за выделение могильных мест.
Закладка нового храма состоялась в 1884 года, а освящение — 5 ноября 1889 года. Старую церковь в 1897 году была разобрана. По типу храм крестово-купольный, однобаневый. В 1900-е годы в храме действовала церковно-приходская школа, а в 1909 году при храме была сформирована библиотека.
В июле 1920 года была зарегистрирована приходская община. Впоследствии храм передали обновленцам. В конце 1930-х годов храм был закрыт, однако уже в 1941 году службы возобновились. В 1960-годы храм был вновь закрыт и превращен в мемориальный зал кладбища (при этом росписи храма были сохранены).
В 1988 года образовалась инициативная группа, которая добивалась возвращения храма верующим. 17 августа 1990, вскоре после освящения храма малым образом, в нём возобновились службы.
Также, одноимённая Вознесенская церковь имеется в центре Киева, во Фроловском переулке (между Фроловской улицей и улицей Хорива).